# 山口良一 今日もいきいきあさ活ニッポン
『山口良一 今日もいきいきあさ活ニッポン』（やまぐちりょういち きょうもいきいきあさかつニッポン）は、ニッポン放送の制作により、NRN系列局の一部とラジオ関西の9局ネットで2014年9月29日から2016年3月25日までの1年半に亘って放送されていたラジオの生ワイド番組である。
キャッチコピーは「朝イチ 早起きジョッキー」だった。

## 概要
これまでの『オールナイトニッポン0(ZERO)』における月 - 木曜版（火 - 金曜未明<月 - 木曜深夜>に放送）の4時台後半の放送枠と『高嶋ひでたけのあさラジ!』（月 - 金曜に放送）の5時台の放送枠を統合させ、新しい生ワイド番組枠としてスタートした。
過去にオールナイトニッポンのパーソナリティーを務め、2014年度のナイターシーズンでは『ナイタースペシャル』のパーソナリティーも務めた山口にとっては久々のニッポン放送のレギュラー番組となった。また、山口は1997年から1999年まで放送されていた文化放送の『山口良一 笑顔が一番』以来15年ぶりの早朝番組登板となった。
この番組ではアクティブシニアに向けて、朝一番の「新鮮な話題」を届ける他、早朝の時間帯にふさわしい音楽も放送した。
ニッポン放送で、（放送開始時刻が4:30になることも含めて）平日の早朝ワイド番組枠のレギュラーが設けられるのは2007年10月1日から2010年6月24日まで放送されていた「小倉淳の早起きGoodDay!」以来4年3か月ぶりで、この早朝の時間帯での全国ネットのレギュラー番組としては2002年3月25日から2003年9月26日まで放送されていた「桜庭亮平 朝刊フジ」以来11年ぶりとなった。
また、『いまに哲夫のジョイフルモーニングニッポン』『ミュージック・イン・ハイフォニック』『トキちゃんの今日もいい朝!歌謡曲!!』『桜庭亮平 朝刊フジ』と続いていた火 - 金曜4:30開始のNRN系列局向けネットのレギュラー番組も11年ぶりに復活。
アシスタントはおらず、山口が1人で進行していた。
本番組では、4時台後半はオールナイトニッポン0の後番組で、オールナイトニッポンに類似した構成になっていた。そのため、天気予報やニュース、交通情報などの大体のコーナーは関東ローカルパートの5時台に集中していた。
4時台後半は編成上、オールナイトニッポン0に総括されているネット局もあった。
野球の話題に及ぶと、山口が広島県出身で広島東洋カープファンであるため、カープの話題が中心になることが多かった。
聴取者の指摘（特に全国ネットパート）などにより、少々手直しされた。
（例）
- 「メールテーマ」が設けられているが、全国パートではテーマを発表せず、番組開始半年以上経った2015年5月頃「次週のメールテーマを教えてください」と言う指摘メールで初めて気づき、指摘された週より発表するようになった。
- メールの他にハガキも募集しているが、全国パートではメールアドレスのみ発表しており、ハガキのあて先を言っていなかった為、1年近く経った2015年8月、ネット局からの転送ハガキであて先を言っていないことに気づき、以後、4時台2回目のCM入り（但し、実際はCMは入っていない）の時にあて先を録音で言うようになった。

## 放送時間
- 月曜 5:00 - 6:00
  - 以下の事例は4:30開始となる場合があった。
    - 2014年12月8日…その前の時間帯3時間は『マイ プレイリスト Love for Japan 〜kizashi〜 2014年総集編』を放送し、そこからステブレレス接続となった。
- 火 - 金曜 4:30 - 6:00
  - 2014年12月11・12日は『平成26年12月14日執行 第47回衆議院議員総選挙 政見放送』を4:10 - 5:00に放送したため、ニッポン放送のみ4時台の放送は休止し5時台のみの放送となり、4時台の放送についてはネット局への裏送りとなった。

## 出演者

### パーソナリティ
- 山口良一

### ニュースキャスター
- 月曜：渡辺一宏
- 火曜：桜林美佐
- 水曜：山本剛士 [2]
- 木曜：上村貢聖
- 金曜：畑中秀哉

## タイムテーブル
番組内では随時番組宛のメッセージと「あさ活リクエスト」を随時流していた。
4時台（火 - 金曜のみ。『オールナイトニッポン0 (ZERO)』からステブレレス接続）
- 4:30　オープニング

2015年3月まで、木曜日は直前の『チャラン・ポ・ランタンのオールナイトニッポン0 (ZERO)』から「このあとは〜」という予告コメントや屋外中継があることも含めて山口がふれることもあった。チャラン・ポ・ランタンの2人は略して「山活ニッポン」とも呼んだ。又、チャラン・ポ・ランタンの次のパーソナリティである吉田山田は1度あさ活ニッポンの5時台に出演していた。
- 4:39　新聞　はや読み

届きたての新聞（東京版）から記事を紹介していきながら合間に曲やCMを挟む。
かつては「山口の気になったトップ記事」「一面読み比べ」「記事ピックアップ」「スポーツ紙から」とわかれていた。
- 4:59　（ネット局はここまで）

2015年4月以降、「ニッポン放送とradikoでお聴きの方はそのままお楽しみください」という録音コメントを流していた。
5時台
- 5:00　オープニング

月に1度、月曜日は直前の『中島みゆきのオールナイトニッポン月イチ』から「このあとは〜」という予告コメントがあることから山口がコメントを返していた。
- 5:05　メシ活

「一日のスタートはご飯から」をキーワードに食にまつわる話を展開しながら実際にご飯を食べる時間
- 5:10　朝一番のニッポン放送ニュース
- 5:15　天気予報

2015年1月まではニュースとセットで報道部キャスターが担当していたが、2月より変更。チャイムが鳴り、山口が東京地方の天気を読み上げる形式となった。この天気は5:31頃と5:56頃にも行われる。
- 5:16　朝一番のニッポン放送交通情報

『早起きGood Day!』中期に廃止された5時台前半の交通情報が復活した。
- 5:18　私のあさ活
- 5:35　心のともしび
- 5:41　ニッポン放送交通情報
- 5:42　JFマリンバンク海の天気予報
- 5:46　ラジオリビング

この時間は山口に代わって高嶋ひでたけが登場していたが2015年1月からは山口が担当していた。
- 5:51　ニッポン放送ニュース

これまで6時過ぎの放送されていたニュース。「あさラジ!」の編成見直しで6時直後のニュースが放送出来ないため移動した。
- 5:55　今日のニッポン放送

『あさラジ!』から『MUSIC10』／『オールナイトニッポンGOLD』までの各番組のパーソナリティやアシスタントが登場して聞き所を約10秒前後で紹介していった。『JOLF INFORMATION』とは趣が異なっている。ただし、災害などで情報量が多くエンディング時間がほとんどないときは本数を減らすか未放送としていた。
- 5:57　エンディング

## ネット局
| 放送対象地域   | 放送局              | 放送時間                               | 備考   |
| -------------- | ------------------- | -------------------------------------- | ------ |
| 関東広域圏     | ニッポン放送（LF）  | 月曜 5:00 - 6:00 火 - 金曜 4:30 - 6:00 | 制作局 |
| 北海道         | STVラジオ           | 火 - 金曜 4:30 - 5:00                  |        |
| 宮城県         | 東北放送（TBC）     | 火 - 金曜 4:30 - 5:00                  |        |
| 栃木県         | 栃木放送（CRT）     | 火 - 金曜 4:30 - 5:00                  |        |
| 茨城県         | 茨城放送（IBS）     | 火 - 金曜 4:30 - 5:00                  |        |
| 京都府・滋賀県 | KBS京都 KBS滋賀     | 火 - 金曜 4:30 - 5:00                  |        |
| 兵庫県         | ラジオ関西（CRK）   | 火 - 金曜 4:30 - 5:00                  | [ 16 ] |
| 高知県         | 高知放送（RKC）     | 火 - 金曜 4:30 - 5:00                  |        |
| 福岡県         | 九州朝日放送（KBC） | 火 - 金曜 4:30 - 5:00                  |        |

### 備考
- 茨城放送・KBS京都（KBS滋賀）の番組表[17]においてはこの本番組の表記はされていなかったが、4:30以降は本番組を放送していた。
- 栃木放送の番組表においても当初ではこの本番組の表記はされていなかったが、2015年春のタイムテーブルより表記されるようになった。また、高知放送・九州朝日放送でも2015年春のタイムテーブル[18]より表記されるようになったが、本番組の開始前の仮称[19]だった「山口良一 アクティブシニア朝一番」（やまぐちりょういち アクティブシニアあさいちばん）と書かれていたことがあった。
- 本番組をネットしていた全ての放送局は、本番組の後継番組である『上柳昌彦 あさぼらけ』に引き継がれた[20]。

## 山口良一 今日もいきいきあさ活ニッポン 東京タワーで初日の出!
2015年のニッポン放送新春特別番組として編成されたもの。ネット局では通常通り5時までだが、ニッポン放送では8時まで放送時間が拡大された。

通常通り、ニュース・天気交通情報を届けつつも、生ライブや初日の出レポートなどを東京タワー大展望台から届ける特別態勢となった。
ゲストに登場したのは、チャラン・ポ・ランタン（直前の『オールナイトニッポンZERO』から引き続き）、マイ・ペース、小島奈津子。

余談だが、チャラン・ポ・ランタンは番組スタッフとともに有楽町から歩いて向かった。
6時からはひろたみゆ紀がパートナーとして参加。なお、有楽町のスタジオには「あさラジ!」の増山さやかが待機した（ニュース・交通情報の呼びかけ、天気予報の読み上げ（海の天気を除く）。放送時間は各番組に準ずる）。

## スピンオフ番組

### 山口良一　今夜もいきいきよる活ニッポン
スピンオフ番組として2015年5月5日に山口良一　今夜もいきいきよる活ニッポンが 19:00 - 21:00 の『ナイタースペシャル』枠で放送された。山口は野球に関するトークなどで番組を進めた。
STVラジオ、東海ラジオでも放送された。

### 山口良一 よる活サイクルヒット
レギュラー番組としては終了したものの、2016年度のニッポン放送ショウアップナイターではレインコート番組として『ナイタースペシャル 山口良一 よる活サイクルヒット』として月に1度のペースで19:00 - 21:00の『ナイタースペシャル』枠で放送された。野球の話題とリクエスト曲で構成していた。
- 2016年4月9日(土)　19:00-21:00 - ニッポン放送ローカルで放送。
- 2016年5月5日(木)　19:00-21:00 - NRN全国34局ネット。ただし、毎日放送（MBS）とKBCは自社制作番組に差し替え。
- 2016年5月7日(土)　19:00-21:00 - ニッポン放送ローカルで放送。
- 2016年6月4日(土)　19:00-21:00 - ニッポン放送ローカルで放送。
- 2016年6月21日(火)　19:00-21:00 - ニッポン放送・STVラジオ・東海ラジオ・毎日放送（MBS）の4局ネット。
- 2016年6月22日(水)・23日(木)　19:00-21:00 - NRN全国34局ネット。ただし、中国放送（RCC）とKBCは両日、STVラジオは23日のみ自社制作番組に差し替え。
- 2016年9月22日(木) 19：00-21：00 - NRN全国34局ネット。
- 2016年9月24日(土) 19：00-21：00 - ニッポン放送ローカルで放送。